# Simijaca
Simijaca es un municipio colombiano del departamento de Cundinamarca, ubicado en la Provincia de Ubaté, a 135 km de Bogotá y a 12 km de Chiquinquirá.

## Toponimia

### Origen lingüístico[4]
- Familia lingüística: Chibcha
- Lengua: Muysccubun

### Significado
El significado de la palabra Simijaca es,lengua muisca, significa «pico de lechuza». Simijaca presenta los vocablos si "acá, aquí", mi "vara delgada", "arroyo", ja-ha "carga, leña", ca "lugar, fortaleza, propiedad", jika-hika-hyka "piedra, peña, roca". Este vocablo representa el símbolo de la estrella del oriente y de igual manera la hora de madrugada; toda expresión acompañada del vocablo ca enuncia territorio sublimes asignados a grandes cacique.

### Origen / Motivación
Simijaca nombra una de las comunidades de la familia indígena muysca que ocupó la región en tiempos prehispánicos. El pueblo de los Simijacas en los tiempos de lucha territorial afrontó a las tropas españolas enviadas por el capitán Hernán Pérez de Quesada bajo el mando del capitán Céspedes.

## Historia
En la época precolombina, el territorio del municipio estaba habitado por los indígenas sutas y simijacas, que pertenecían al pueblo muisca. Éstos fueron sometidos por el conquistador español Hernán Pérez de Quesada en 1541. En 1548, el franciscano Fray Luis Zapata de Cárdenas creó la Parroquia de Simijaca luego de haber efectuado una visita pastoral a la parroquia de Susa. La dirección de la parroquia fue encomendada a los padres Dominicos de Chiquinquirá.
El Oidor Luis Enríquez, por auto de 14 de agosto de 1600 proferido en Cucunubá, fundó el actual poblado  formado por los indios de Simijaca, los de Fúquene y los de Nemoguá.
El 20 de abril de 1816 el general francés Manuel Serviez acampó en el territorio del municipio portando la imagen de la Virgen de Chiquinquirá. El 1 de noviembre de 1899 por equivocación se libró un combate entre las fuerzas gobiernistas comandadas por el coronel Carlos Franco durante la Guerra de los Mil Días. En la plaza principal se levantó un busto de Policarpa Salavarrieta, inaugurado el 17 de noviembre de 1917. Más tarde fue reconstruido el parque principal y el busto de La Pola fue ubicado en la Escuela primaria Policarpa Salavarrieta, ahora parte del Colegio Agustín Parra.  En 1842 se inició la construcción de una nueva iglesia, que fue demolida en agosto de 1957, año en que se comenzó la construcción del templo actual, que fue inaugurado el 13 de diciembre de 1967.

## Geografía
El territorio, rodeado por el vecino departamento de Boyacá en su gran parte, es bañado por los ríos Simijaca y Suárez, este último afluente de la laguna de Fúquene.

### Límites del municipio
Simijaca limita con los siguientes municipios:
| Noroeste: Buenavista ( Boyacá) | Norte: Caldas ( Boyacá) | Nordeste: Chiquinquirá ( Boyacá)                |
| Oeste: Buenavista ( Boyacá)    |                         | Este: San Miguel de Sema ( Boyacá) (Río Suárez) |
| Suroeste: Carmen de Carupa     | Sur: Susa               | Sureste: Susa                                   |

### División Político-Administrativa
Además de su cabecera municipal, tiene bajo su jurisdicción los centros poblados de El Retén y Santa Lucía.
Además, el municipio está compuesto con las siguientes veredas: Salitre, Peña Blanca, Churnica, Don Lope, Aposentos, Taquira, Pantano, Juncal, Fical y Centro.

## Movilidad
A Simijaca se conecta desde el municipio de Chía por la Ruta Nacional 45A que atraviesa Zipaquirá y Ubaté, desviándose por la variante de la Calle 9 hasta el casco urbano simijense y se retoma a la troncal por la Carrera 8 hacia Chiquinquirá al norte. Entre ambas entradas, sale a San Miguel de Sema y de allí a Tinjacá y Guachetá .
Hacia los municipios boyacenses de Buenavista y Caldas, se puede salir por la Calle 9 al occidente.

## Economía
La economía del municipio es predominantemente agroindustrial, con una mayor participación de la ganadería sobre la agricultura en términos de uso del suelo y el monto de la producción; sin embargo, la agricultura genera mayor empleo (62%) debido a que la ganadería se encuentra más tecnificada. Dentro de otras actividades, sobresale la industria láctea.
La agricultura está representada principalmente por cultivos de: maíz, fríjol, papa, zanahoria u arveja; y constituyen el 26% del área ocupada; la ganadería ocupa el 57% del terreno útil, los bosques el 8%, y el 8% restante son terrenos áridos.
El cultivo de maíz y fríjol se realiza de forma tradicional, y esporádicamente de forma mecanizada, la arveja es usualmente utilizada para rotación de suelos. La horticultura está representada por los cultivos de cebolla; la siembra se realiza de manera rotativa durante el año. El cultivo de la zanahoria es mecanizado, incluyendo el lavado. La ganadería está primordialmente dirigida a la producción de leche en las zonas planas y de doble propósito en la región montañosa.
En el municipio de Simijaca se presentan áreas con diversidad de cultivos en rotación principalmente. El maíz y fríjol son generalmente cultivos mixtos con 1385 has (59%), la papa con 390 has (17%) y las legumbres especialmente la arveja con 328 has (14%). El cultivo de zanahoria ocupa una extensión de 240 has (10%).
En el municipio existen 3 pasteurizadoras de lácteos, 1 pulverizadora de leche y varias fábricas de derivados de la leche, 1 industria de enlatados y una industria de flores.
El comercio en el área urbana se realiza a pequeña escala; existen 200 establecimientos especializados a nivel industrial, comercial y de servicios. Existen tres entidades financieras: Bancolombia, Banco Agrario y Crediflores.

## Símbolos

### Himno
El himno de Simijaca fue compuesto por Tobías Rodríguez Murcia.

## Turismo

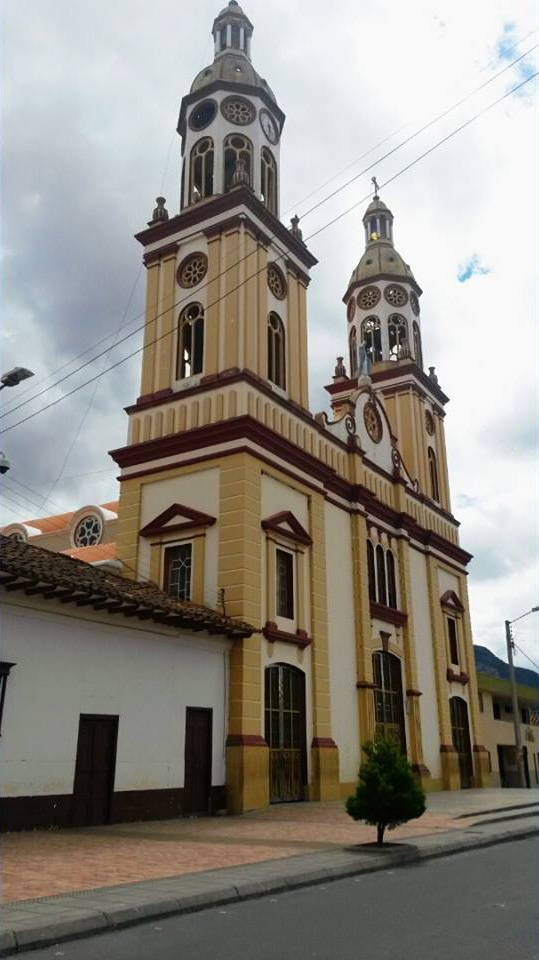
Templo parroquial de la Inmaculada Concepción de Simijaca.

Los sitios turísticos de este municipio son:
- Peña de Moyba
- Alto de la Cruz
- Alto Amarillo
- Estación del Tren
- Hacienda Aposentos Cristales y Hacienda Táquira
- Picos del Sicuara: serie de montañas conformada por 9 cerros en forma de pico o nariz de lechuza; este sitio turístico está ubicado en las veredas Don Lope y Las Lajas (Simijaca) y San Agustín y San José (Carmen de Carupa).
- Cueva de la bruja
- Cueva Negra
- Las Lajas
- Parque Ecológico y Recreativo La María
- Templo Parroquial de la Inmaculada Concepción
- Parque principal

La mayoría de estos sitios turísticos permiten que se desarrollen actividades propias del ecoturismo, como caminatas ecológicas, y deportes extremos como balsismo, rapel, parapente y deportes off-road (4×4).

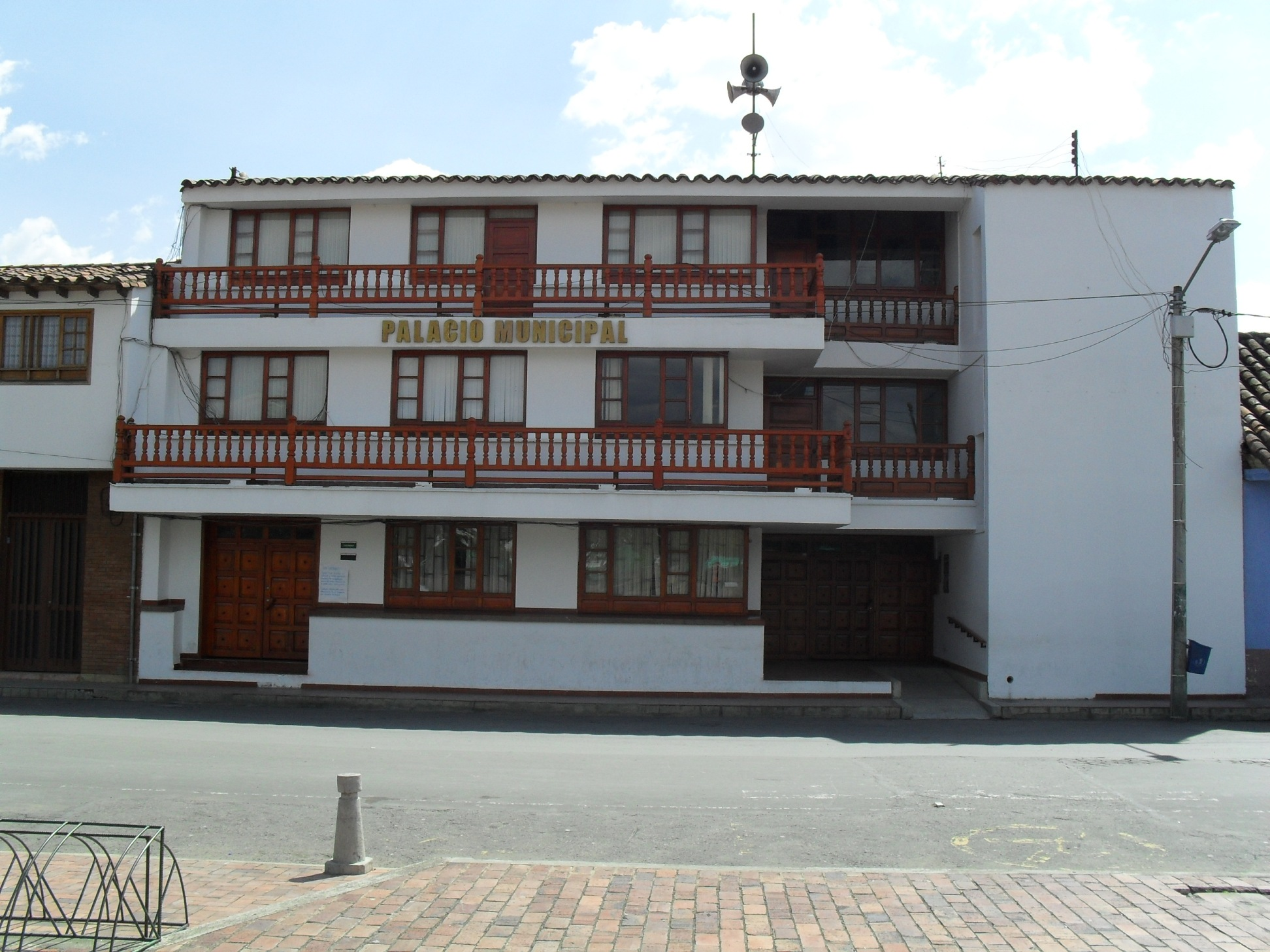
Fachada de la Alcaldía Municipal de Simijaca.

## Medios de Comunicación

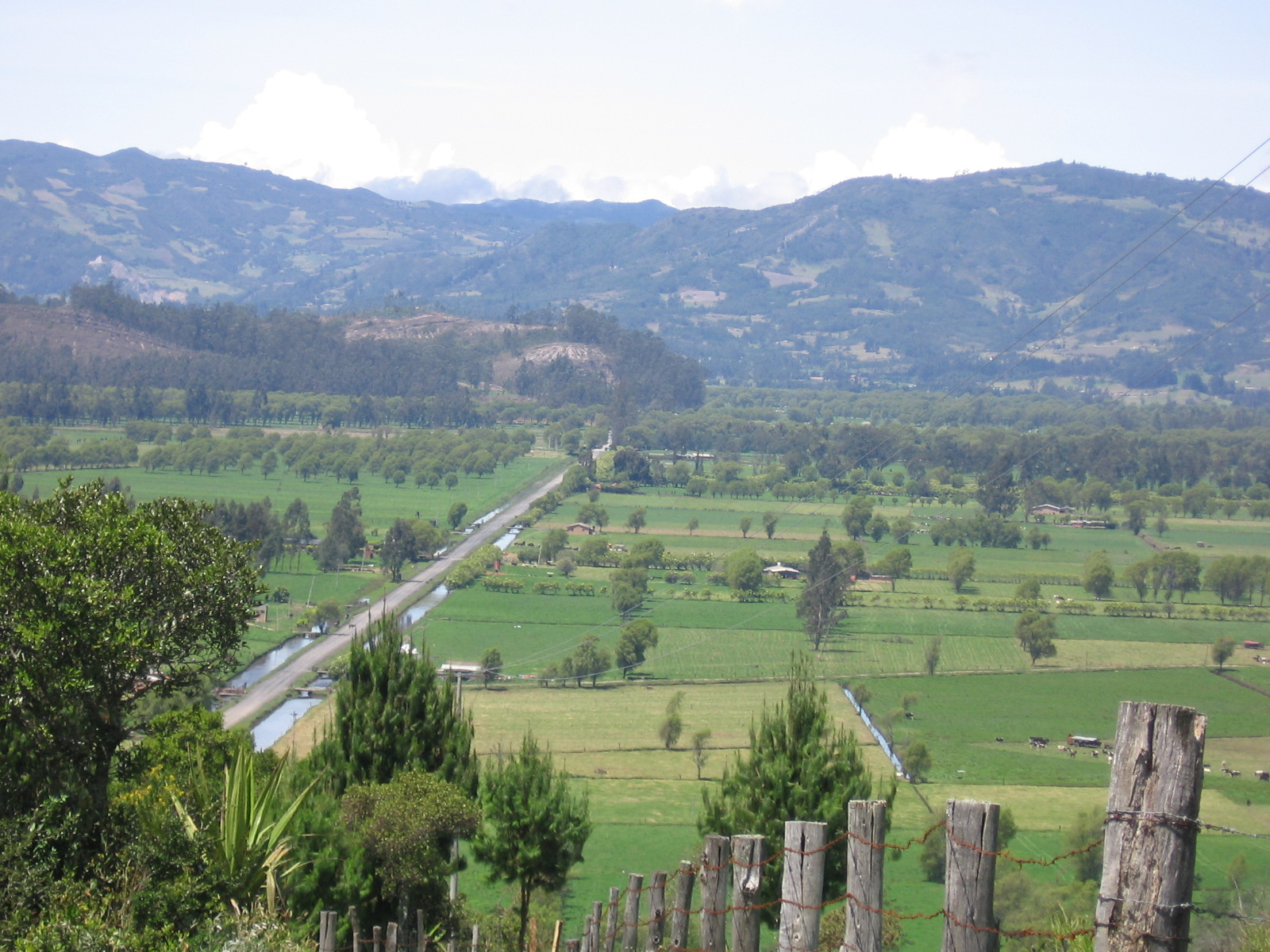
Vista del sector rural de Simijaca.

#### TRADICIONALES
- SIMITV: canal comunitario de televisión que emite su señal por el canal 7 a través de su red extendida en la zona urbana de #Simijaca gracias a Acotv Simijaca.
- GLOBO MÁS: canal comercial de televisión que emite su señal por el canal 6 a través de su red extendida en la zona urbana de #Simijaca y #Susa gracias a Ip Red.
- COLPARRA: emisora de la Institución Educativa Departamental Agustín Parra que transmite por medio del dial 97.7 en la banda Frecuencia Modulada.
- CIELO AZUL: emisora comunitaria de la Parroquia Inmaculada Concepción que transmite por medio del dial 88.3 en la banda Frecuencia Modulada.
- JUVENIL AGUSTINIANO: periódico de la Institución Educativa Departamental Agustín Parra que emite su información anual por medio de un impreso que reparte cada mes de agosto.

#### ALTERNATIVOS
- FIESTA RADIO: emisora virtual que puedes escuchar ingresando a https://zeno.fm/radio/fiestaradio/
- AIRES: emisora virtual emitida en https://airesstereo.com/reproductor/index.html
- LA VOZ DE LOS ANDES: emisora virtual.
- ECOS DEL SICUARA: emisora virtual.
- SICUARA: productora periodística fundada por Uriel Martínez Peña el 2 de febrero de 1997 que crea contenido escrito, sonoro, gráfico y audiovisual y lo emite o divulga en las siguientes aplicaciones de internet: Facebook (https://www.facebook.com/sicuara), X (https://x.com/sicuara), Instagram (http://instagram.com/xicuara), Zeno (https://zeno.fm/radio/sicuara/), Blogger (https://sicuara.blogspot.com/) y YouTube (https://www.youtube.com/@sicuara).

## Servicios públicos
- Energía Eléctrica: Enel, es la empresa prestadora del servicio de energía eléctrica.
- Gas Natural: Vanti es la empresa distribuidora y comercializadora de gas natural en el municipio.